# Montmérac
Montmérac – gmina we Francji, w regionie Nowa Akwitania, w departamencie Charente. Została utworzona 1 stycznia 2016 roku z połączenia dwóch wcześniejszych gmin: Lamérac oraz Montchaude. Siedzibą gminy została miejscowość Montchaude. W 2013 roku populacja wyżej wymienionych gmin wynosiła 740 mieszkańców.